# Jorma Kinnunen
Jorma Kinnunen   (Pihtipudas, 15 de desembre de 1941 - Äänekoski, 25 de juliol de 2019) fou un atleta finlandès, especialista en el llançament de javelina, que va competir durant les dècades de 1960 i 1970. Era el pare del també atleta Kimmo Kinnunen.
Durant la seva carrera esportiva va prendre part en tres edicions dels Jocs Olímpics d'Estiu, el 1964, 1968 i 1972. Als Jocs de Ciutat de Mèxic de 1968 guanyà la medalla de plata en la prova del llançament de javelina del programa d'atletisme. En les altres dues edicions en què participà, a Tòquio, el 1964, i a Múnic, el 1972, fou sisè en la mateixa prova.
En el seu palmarès també destaquen cinc campionats nacionals, de 1964 a 1966, el 1968 i el 1969. Al Campionat d'Europa d'atletisme destaca una cinquena posició el 1971. El 18 de juny de 1969 va millorar el rècord del món de javelina, fins aleshores en possessió de Jānis Lūsis, amb un llançament de 92,70 metres.

## Millors marques
- Llançament de javelina. 92,70 metres (1973)[5]